# Alexandre Artôt
Alexandre-Joseph Artôt (ur. 25 stycznia 1815 w Brukseli, zm. 20 lipca 1845 w Ville-d’Avray) – belgijski kompozytor i skrzypek.

## Życiorys
Był synem waltornisty Maurice’a Artôta. Gry na skrzypcach uczył się od ojca, zadebiutował w wieku 7 lat w brukselskim Théâtre de la Monnaie, wykonując koncert skrzypcowy Giovanniego Battisty Viottiego. Później kształcił się u Josepha-François Snela oraz u Auguste’a i Rodolphe’a Kreutzera w Konserwatorium Paryskim, które ukończył w 1828 roku z pierwszą nagrodą. Koncertował w Europie i Ameryce Północnej, w 1843 roku występował wraz ze śpiewaczką Laure Cinti-Damoreau w Stanach Zjednoczonych i na Kubie.
Skomponował m.in. Koncert skrzypcowy a-moll, Kwintet na smyczki i fortepian, szereg kwartetów smyczkowych i utwory na skrzypce solo.